# Prak Sovannara
Prak Sovannara (ur. 7 listopada 1972 w Republice Khmerów) – kambodżański piłkarz, grający na pozycji pomocnika, trener piłkarski.

## Kariera piłkarska

### Kariera klubowa
Występował w klubach z Kambodży.

### Kariera reprezentacyjna
W 1993 debiutował w narodowej reprezentacji Kambodży, barwy której bronił do 1999.

## Kariera trenerska
Od 2006 do 2008 pomagał trenować reprezentację Kambodży. Latem 2008 został wybrany na selekcjonera reprezentacji Kambodży, z którą pracował do lata 2009. Również w latach 2008-2010 prowadził klub Preah Khan Reach, a potem do końca 2012 roku Nagacorp FC. 13 grudnia 2012 roku ponownie stał na czele reprezentacji Kambodży.

## Nagrody i odznaczenia

### Sukcesy trenerskie
- wicemistrz Kambodży: 2011, 2012
- finalista Hun Sen Cup: 2012